# Vivo (Fernsehsendung)
vivo war ein wöchentlich ausgestrahltes Servicemagazin des Senders 3sat, welches vom ZDF produziert wurde.

## Geschichte
Die 30-minütige Magazinsendung startete am 7. Oktober 2006. Sie ersetzte die ab 1986 produzierte Vorgänger-Servicesendung tips&trends. Zunächst lief die Sendung samstags um 17:30 Uhr, seit 2010 wurde sie jeden Samstag um 17:00 Uhr ausgestrahlt. Wiederholungen wurden im ZDFinfokanal gezeigt. Im ZDFinfokanal wurde ebenso eine 15-minütige Zusammenfassung der Sendung unter dem Namen vivo kompakt ausgestrahlt. Im September 2010 wurde die Sendung optisch leicht überarbeitet, dabei wurde der Vorspann verkürzt. Am 10. Dezember 2011 lief die vorerst letzte Sendung.

## Inhalt und Moderation
Zu den regelmäßigen Rubriken der Sendung gehörten das vivo-Porträt, der vivo-Tipp, die vivo-On-Reportage und vivissimo. In unregelmäßigen Abständen wurde statt des Magazins die vivo-Reportage produziert. 2010 kam die Spezialsendung vivo-extrem hinzu, die von Annabelle Mandeng und Gregor Steinbrenner präsentiert wurde.
Ab dem Sendestart am 7. Oktober 2006 bis Mitte 2010 moderierte Annabelle Mandeng das Format. Von September 2010 an führte Gregor Steinbrenner durch die Sendung, der in der Sendung bereits zuvor als Reporter tätig gewesen war und tips&trends sportif moderierte. Annabelle Mandeng blieb jedoch als Co-Moderatorin von vivo-extrem erhalten.